# Alois Kocourek
Alois Kocourek (Rewnik, (Tsjechië), 1853 – Jarosław, toen heette het nog Jaroslau, 26 november 1911) was een Boheems componist en militaire kapelmeester.

## Levensloop
Kocourek kreeg zijn muzikale opleiding binnen de muziekdienst van het Oostenrijks-Hongaars leger. Van 1892 tot 1911 was hij kapelmeester van de militaire muziekkapel van het Infanterieregiment Freiherr von Albori nr. 89 in Jaroslau. Zoals vele van zijn collega's componeerde hij ook werken voor harmonieorkest. Van hem zijn de marsen 89er Regimentsmarsch, de Freiherr von Albori-Marsch en de Defiliermarsch bekend. 